# Love Finds Andy Hardy
 Love Finds Andy Hardy és una pel·lícula estatunidenca de George B. Seitz, estrenada el 1938.

## Argument
En aquest sisè lliurament de la famosa família, els Hardy hereten 2 milions de dòlars, i marxen a viure a Detroit. Allà Andy (Mickey Rooney) s'enamora bojament d'una corista (Virgínia Grey).

## Repartiment
- Mickey Rooney: Andrew 'Andy' Hardy
- Lewis Stone: Jutge James K. Hardy
- Judy Garland: Betsy Booth
- Lana Turner: Cynthia Potter
- Ann Rutherford: Polly Benedict
- Fay Holden: Mrs. Emily Hardy
- Cecilia Parker: Marian Hardy
- Mary Howard: Mrs. Mary Tompkins
- Raymond Hatton: Peter Dugan

## Galeria

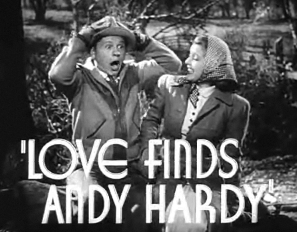
Mickey Rooney i Lana Turner
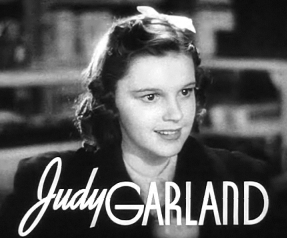
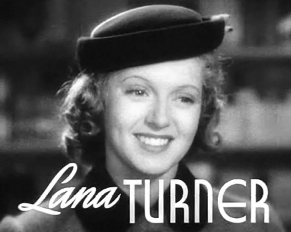
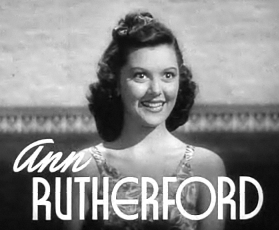